# Baloži (przystanek kolejowy)
Baloži – przystanek kolejowy w Stūnīši w gminie Olaine, na Łotwie, 4 km od Baloži. Znajduje się na linii Ryga – Jełgawa.

## Linie kolejowe
- Ryga – Jełgawa